# Мандруймо Полтавщиною

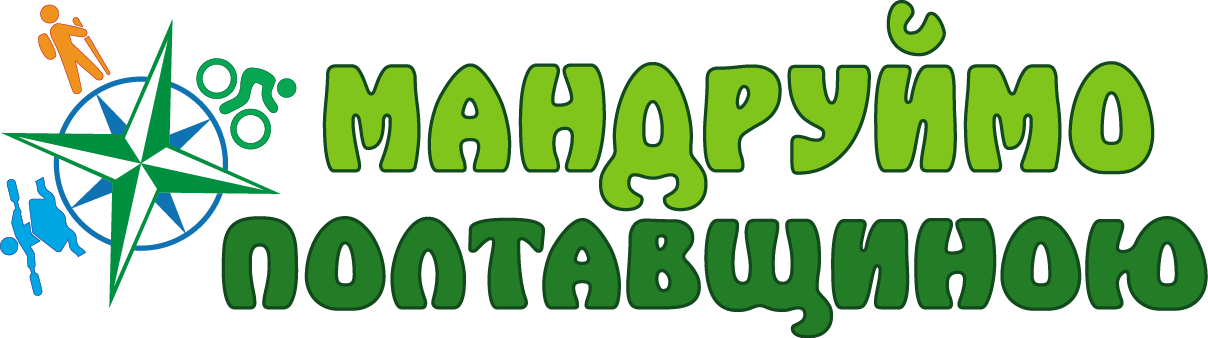
Логотип проєкту

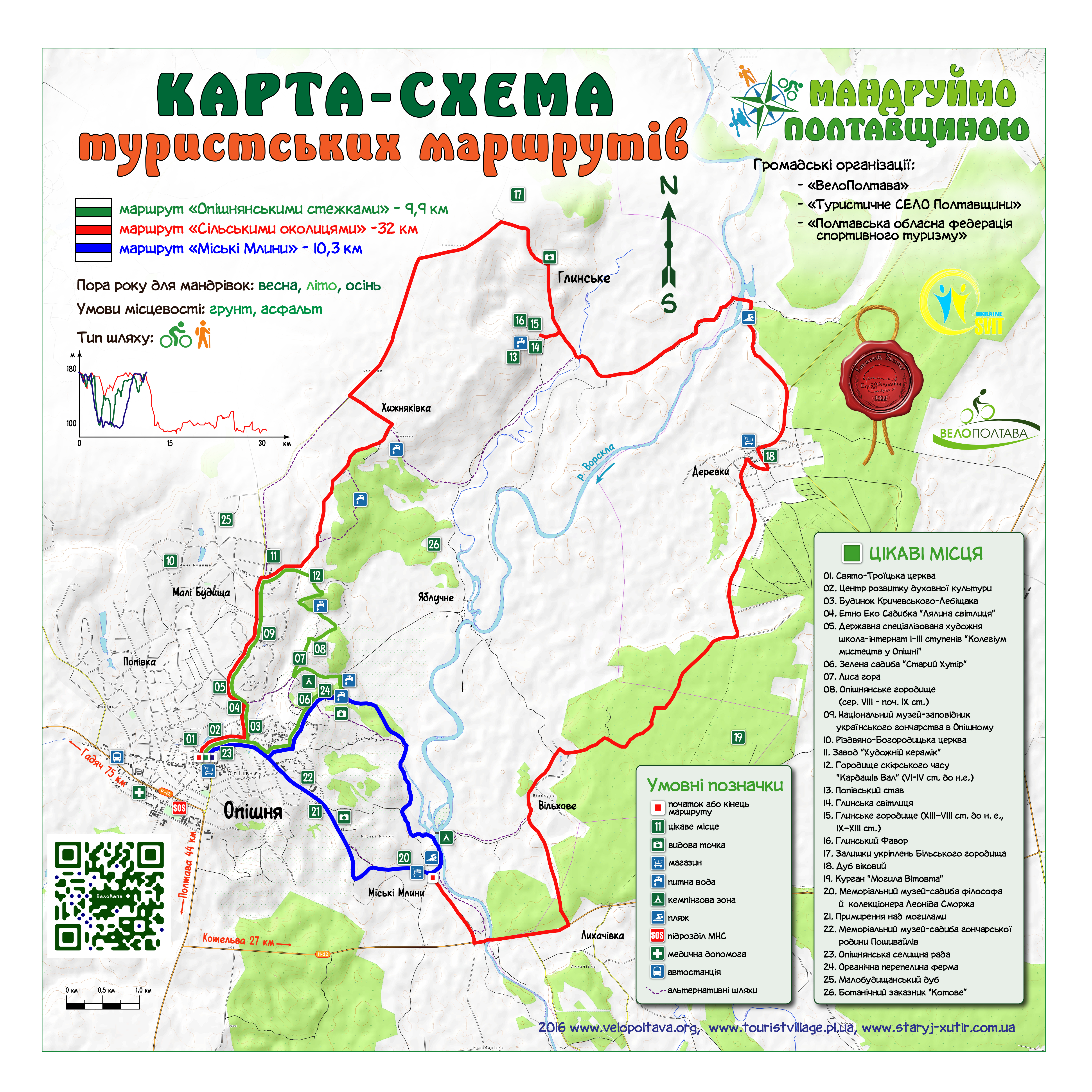
Карта схема маршрутів в околицях Опішні

Мандруймо Полтавщиною — соціальний проєкт у сфері розвитку активних видів туризму, залучення широких верств населення до активного відпочинку, сприяння охороні довкілля, відродження культурної та природної спадщини на Полтавщині.

## Учасники проєкту
- Громадська організація «ВелоПолтава»[1];
- Громадська організація «Туристичне СЕЛО Полтавщини»[2];
- Громадська організація «Полтавська обласна федерація Федерації спортивного туризму України»;
- Зелена садиба «Старий хутір»[3];
- Зелена садиба «Лялина світлиця»[4];
- інші небайдужі туристи та волонтери.

## Мета проєкту
- популяризація активного туризму і сприяння його розвитку на Полтавщині;
- систематизація туристичних шляхів з активними видами пересування — пішим, велосипедним, лижним, кінним та водним з застосуванням малих плавзасобів;
- створення системи маркування та оформлення туристичних шляхів та маршрутів;
- залучення широких верств населення до активних способів відпочинку;
- підвищенню безпеки подорожей самодіяльних груп;
- створення інфраструктури для комфортного пересування туристичними шляхами (маршрутами) Полтавської області.

## Проведена робота
В 2012 році на території селища Опішня учасниками проєкту були розроблені та промарковані туристські маршрути:
- "Опішнянськими стежками" — довжиною приблизно 10 км, підходить для пішого способу пересування цілий рік а для велосипедного — в сухі та теплі пори року. Значною частиною маршртут проходить через Фесенкові горби, на яких розміщене селище. Це дає змогу милуватися неймовірною красою довколишньої природи.
- "Міські млини" — довжиною приблизно  10 км, підходить для пішого способу пересування цілий рік а для велосипедного — в сухі та теплі пори року. Маршрут безумовно підійде для неспішної прогулянки де можна подихати пахучим сосновим повітрям, та помилуватися краєвидами.

В 2013 році створено новий маршрут:
- "Сільськими околицями"[5] - довжиною приблизно 30 км, підходить для пішого способу пересування цілий рік а для велосипедного — в сухі та теплі пери року. Маршрут проходить територією меж Зіньківського й Котелевського районів Полтавської області. Перша його частина проходить високим правим берегом р. Ворскла, з якої відкриваються чарівні пейзажі на її долину. Місцевість перерізана глибокими ярами і балками, вкрита степовою рослинністю та змішаними лісами. Неподалік розташовуються городища «Кардашів Вал», Глинське городище роменської культури й доби Русі, вали Більського городища. Друга частина проходить низьким лівим берегом Ворскли. Заплавні краєвиди, соснові ліси, чарівна Ворскла й Міські Млини додадуть неповторних вражень мандрівникам.
- Створено електрону мапу з маршрутами та цікавинками.

В 2014 році:
16 серпня 2014 року на базі агросадиб "Лялина Світлиця" (господиня Олена Щербань) та Міжнародного туристичного комплексу Гостинний двір "Старий хутір" (господар Олександр Кудинець) було проведено Перший всеукраїнський гастрономічний Фестиваль-Квест "Борщик в глиняному горщику" 2014 . Захід було
поведено з метою: вивчення традицій, правил приготування, рецептури, регіональних особливостей борщотворення, популяризації і реанімації культурних
традицій Полтавського регіону; популяризації активного туризму і сприяння його розвитку в Полтавщині; пропаганди здорового способу життя, вживання органічної продукції; привернення уваги туристів до суб’єктів зеленого туризму Полтавської області.